# マドリガル協奏曲
マドリガル協奏曲（Concierto madrigal）は、ホアキン・ロドリーゴが作曲した2つのギターと管弦楽のための協奏曲である。

## 概要
1967年の4つのギターのための協奏曲「アンダルシア協奏曲」に続いて、1968年に2つのギターのための「マドリガル協奏曲」が作曲された。
この曲は、小曲を連ねた組曲風の構成をとっており、スペインの古い旋律や、16世紀の作品や民謡などを材料に使いながらロドリーゴの個性を盛り込んだ作品である。
タイトルの「マドリガル」は、深い意味はないと考えられており、ロドリーゴのルネサンス音楽に対する愛着の表明といった程度のものである。

## 構成
上記でも述べたように、組曲風の構成になっている。全体は10の部分からなる。
第1曲 ファンファーレ
アレグロ・マルツィアーレ。前奏風のリズミックな部分。
第2曲 マドリガル
アンダンテ・ノスタルジーコ。優雅な部分。
第3曲 エントラーダ
アレグロ・ヴィヴァーチェ。序奏の意味をもつ部分。
第4曲 羊飼いよ、お前は来る、羊飼いよ、お前は行く
アレグロ・ヴィヴァーチェ。クリスマス民謡の旋律に寄った部分。
第5曲 ヒラルディーリャ
プレスト。アストゥリア地方の古い舞曲に基づいた部分。
第6曲 パストラル
アレグロ。牧歌風な部分。
第7曲 ファンダンゴ
テンポの指示はなし。純スペイン調の舞曲である。
第8曲 アリエータ
アンダンテ・ノスタルジーコ。優美で緩徐楽章風な部分。
第9曲 サパデアート
アレグロ・ヴィヴァーチェ。再び純スペイン調の部分。
第10曲 スペイン風カッチャ
アレグロ・ヴィヴァーチェ－アンダンテ・ノスタルジーコ。様々なパロディを感じさせる部分。